# Polska Zjednoczona Partia Robotnicza

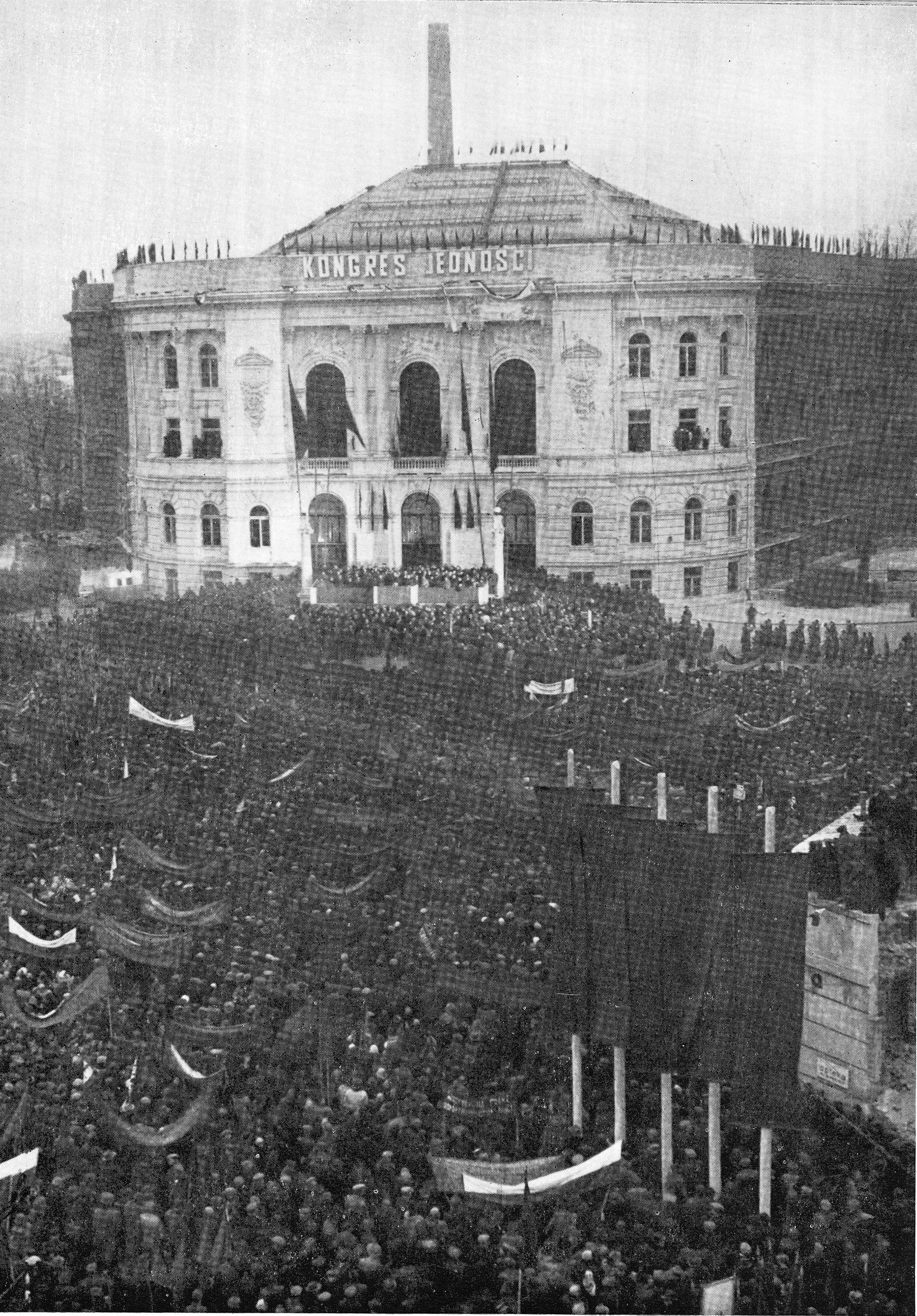
Wiec na placu Politechniki w Warszawie podczas kongresu zjednoczeniowego PPR i PPS w grudniu 1948

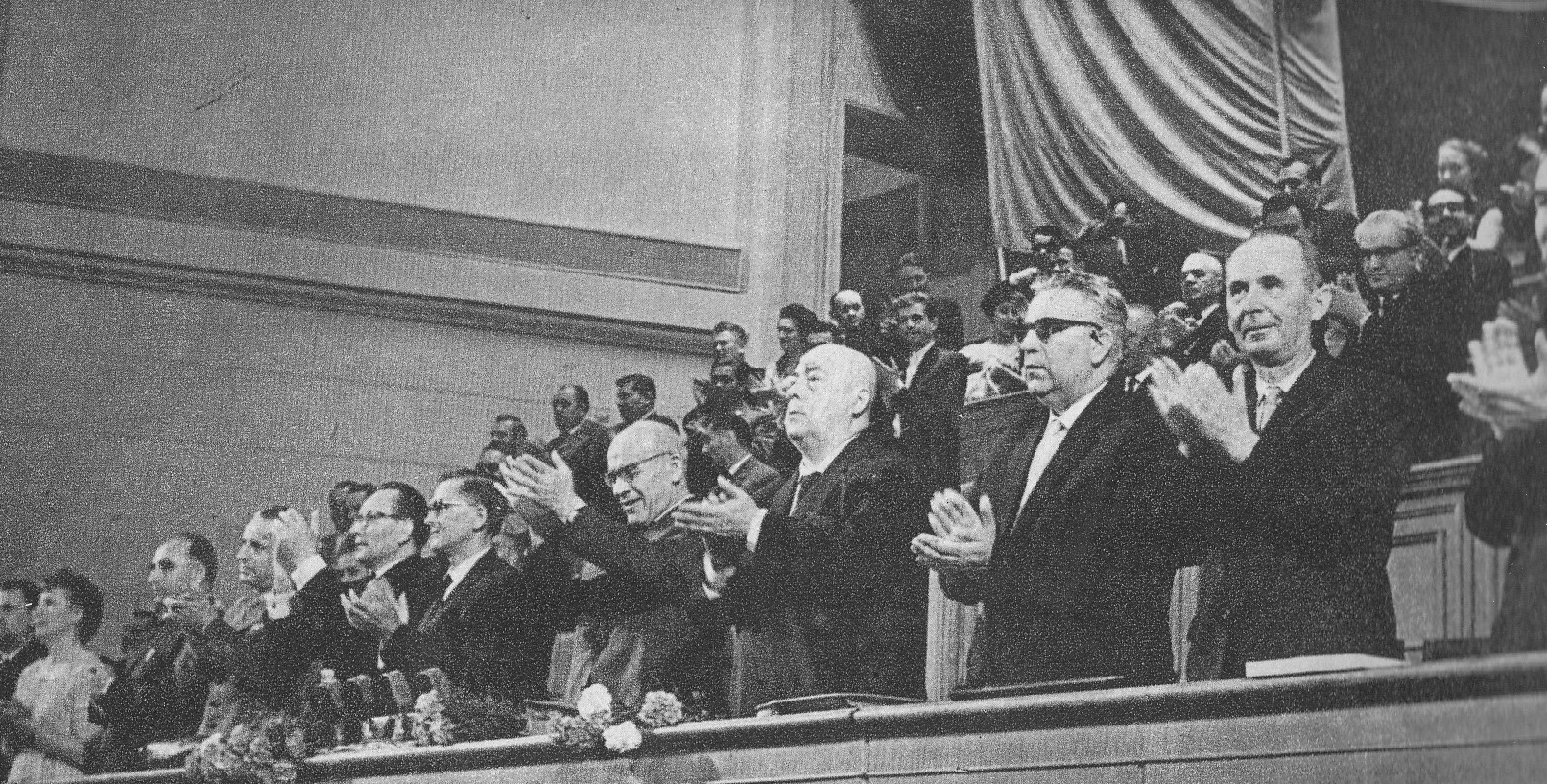
Prezydium IV Zjazdu PZPR w czerwcu 1964 (na pierwszym planie od prawej strony: Zenon Kliszko, Edward Ochab, Józef Cyrankiewicz, Władysław Gomułka i Aleksander Zawadzki)

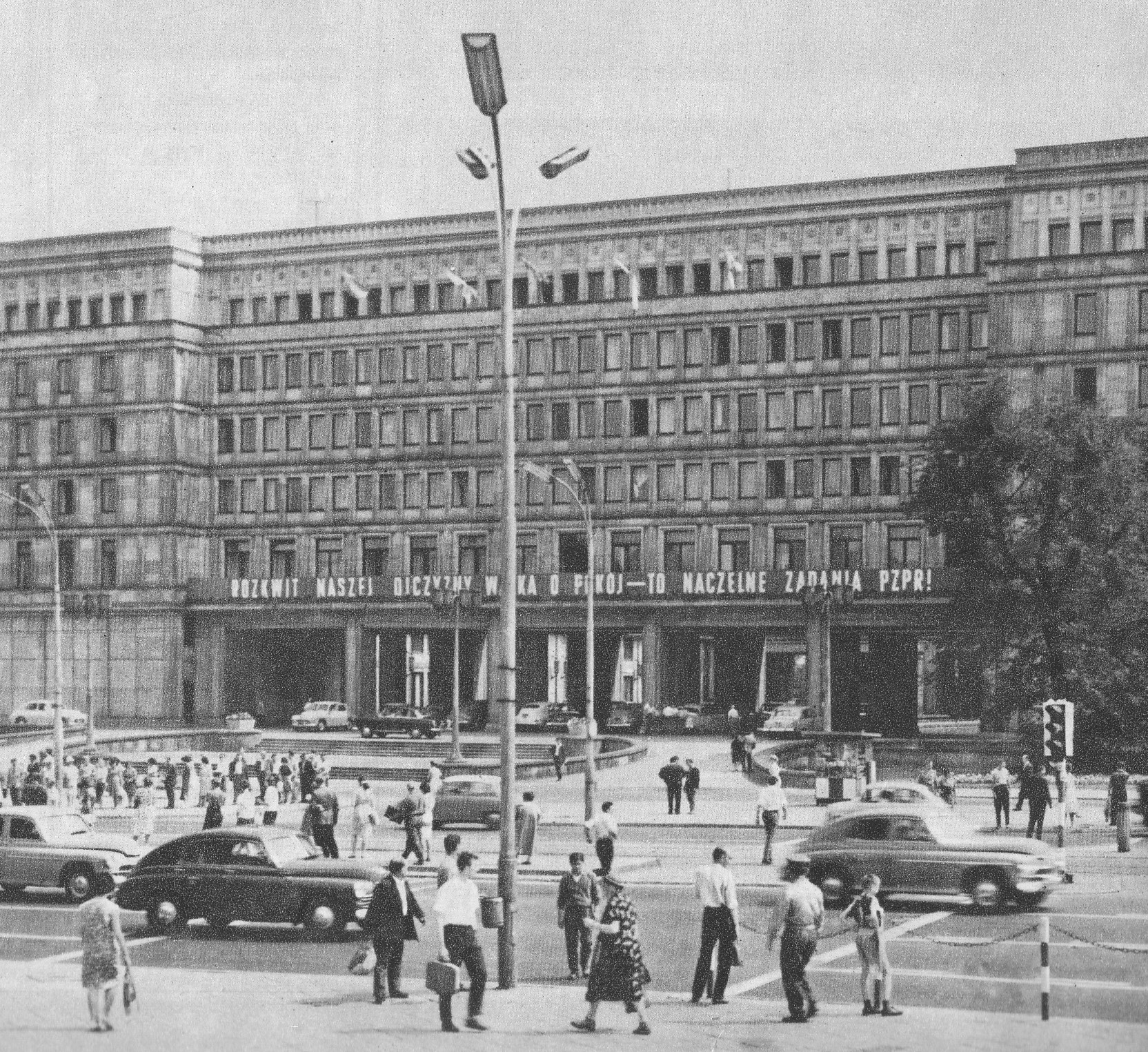
Gmach Komitetu Centralnego Polskiej Zjednoczonej Partii Robotniczej w Warszawie

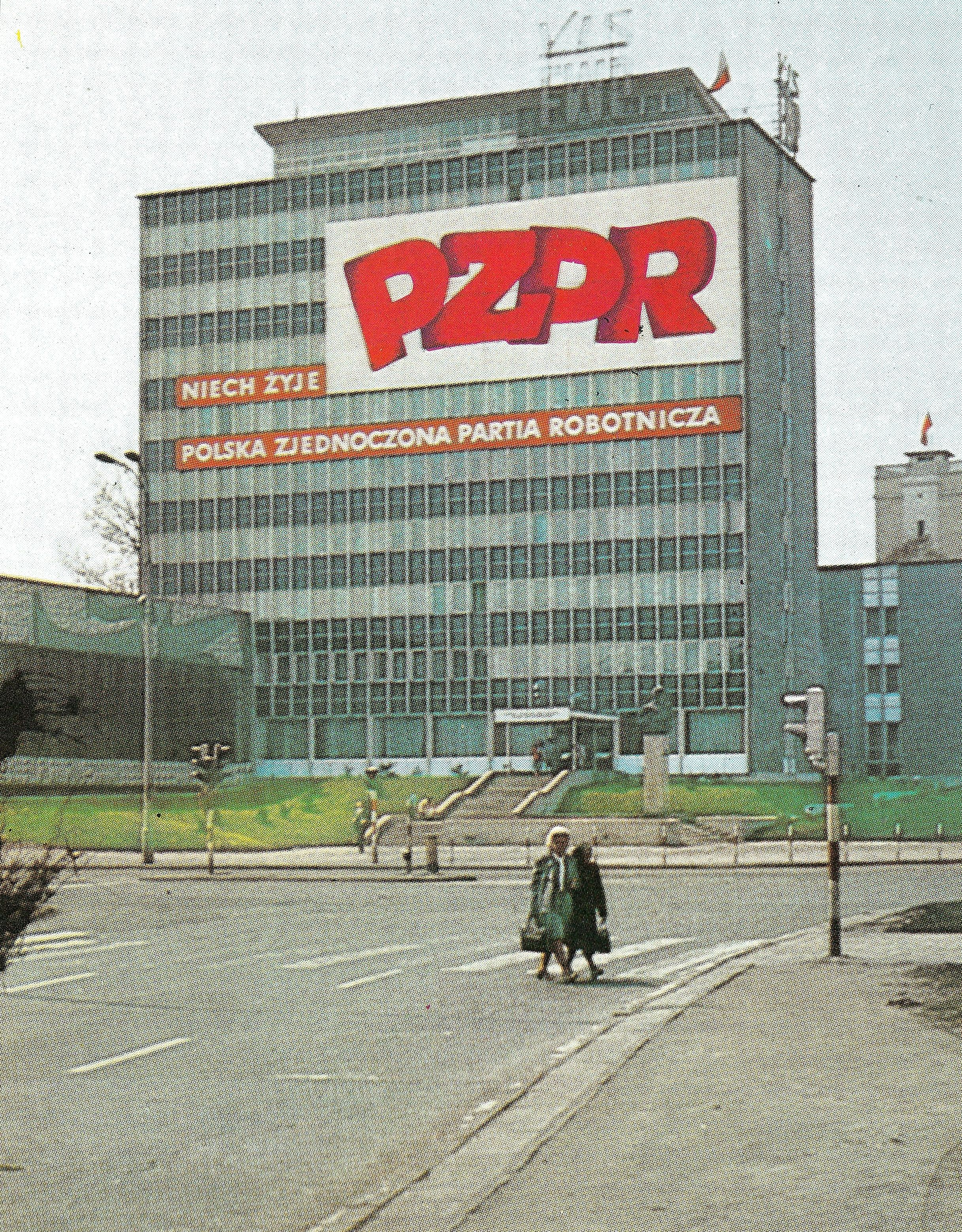
Baner Niech żyje PZPR umieszczony na jednym z budynków biurowych Fabryki Wyrobów Precyzyjnych im. gen. Świerczewskiego na warszawskiej Woli, lata 70. XX wieku

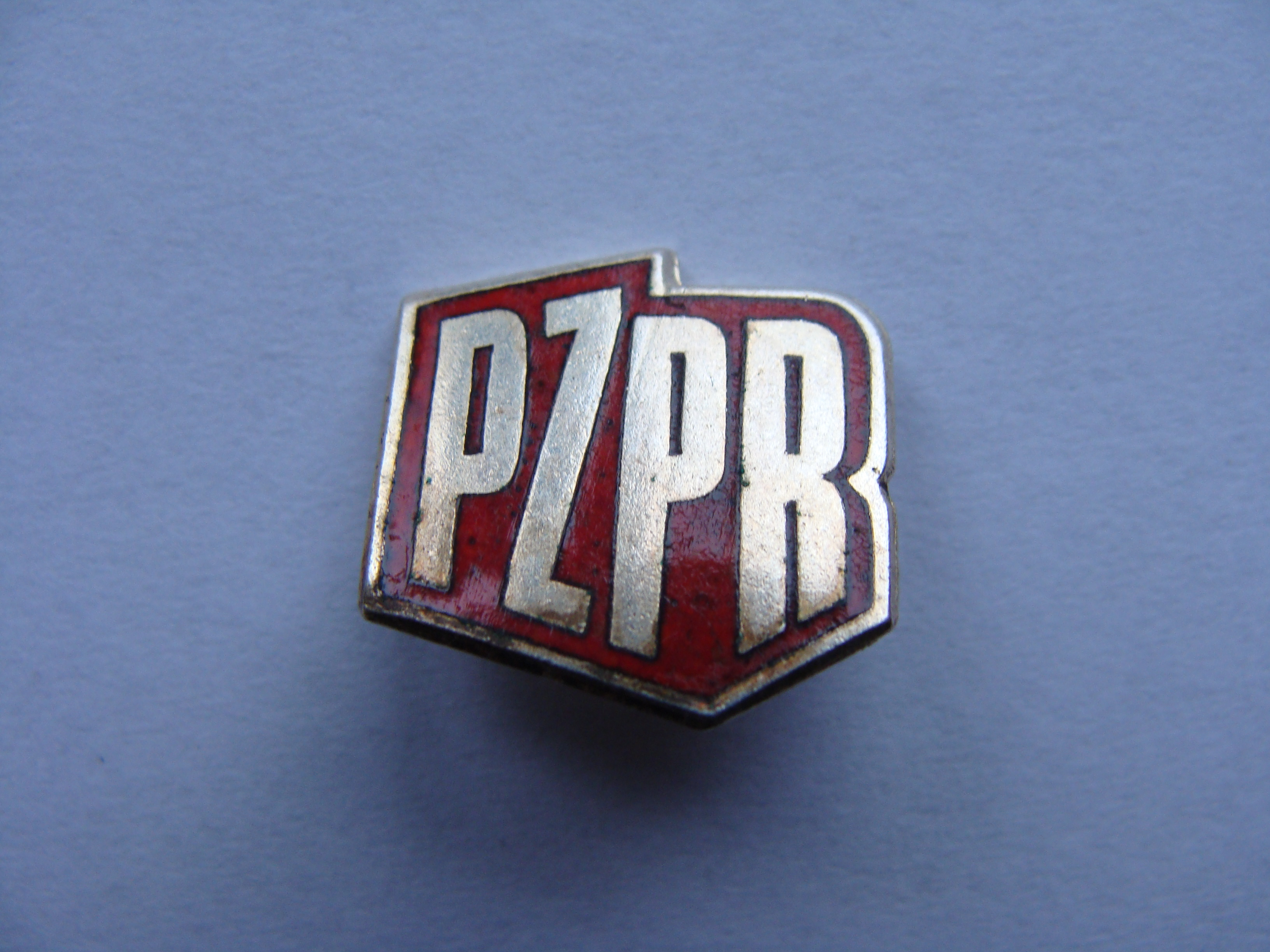
Odznaka PZPR

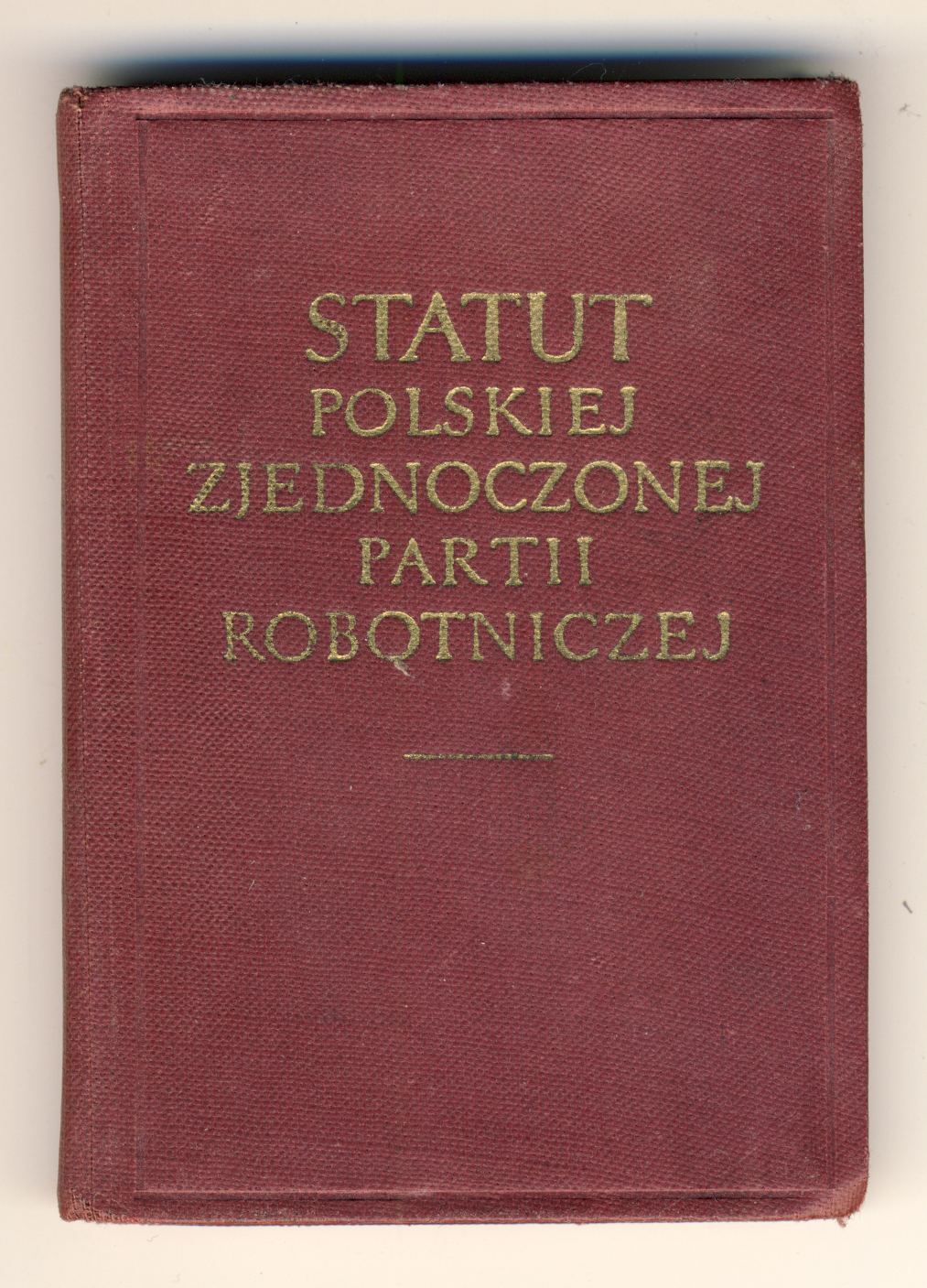
Wydanie kieszonkowe statutu PZPR

Wariant logo PZPR

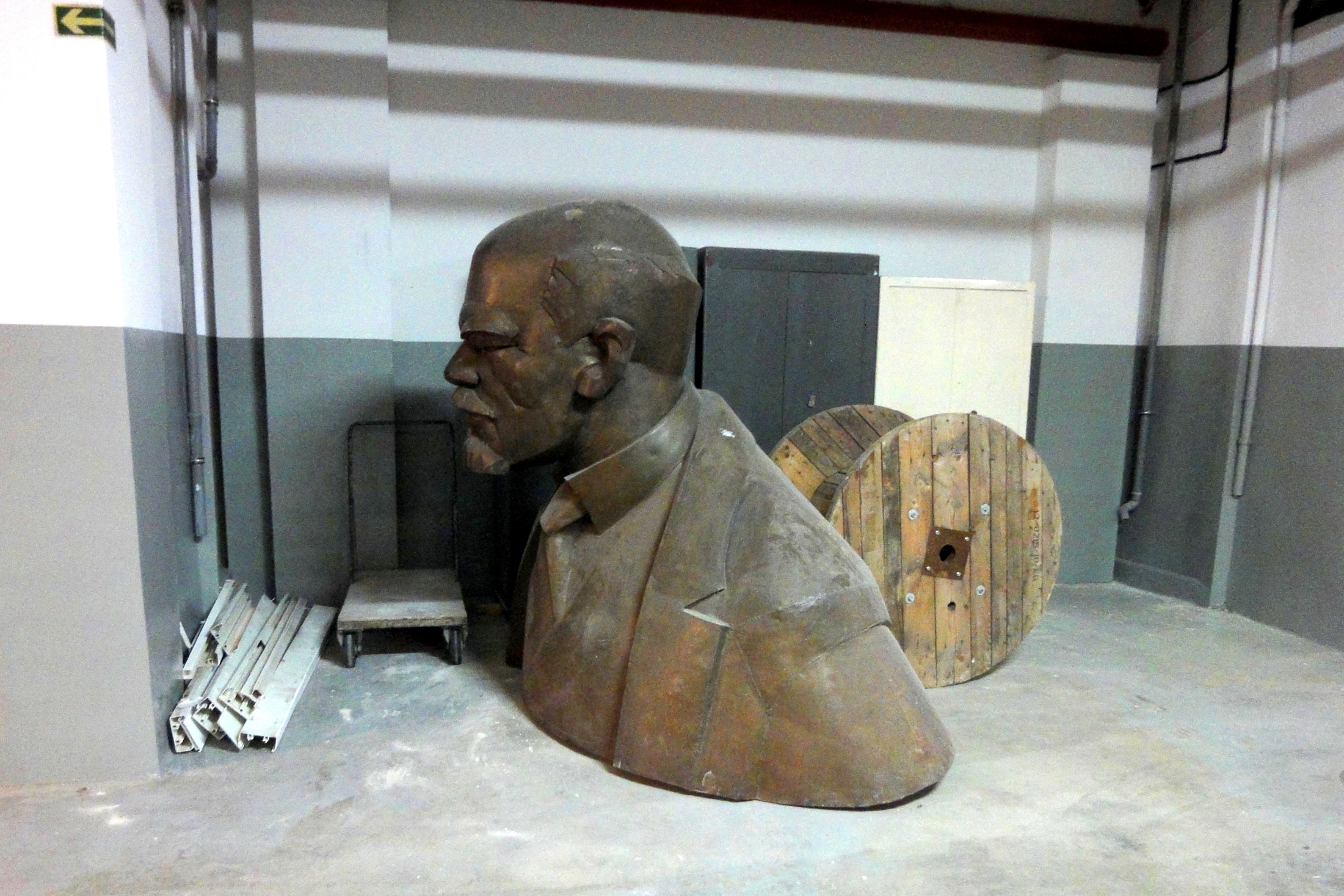
Popiersie Lenina, główny akcent scenografii kolejnych zjazdów PZPR, pozostawione po upadku partii, w podziemiach byłej siedziby Komitetu Centralnego

Polska Zjednoczona Partia Robotnicza (PZPR) – hegemoniczna partia komunistyczna utworzona 15 grudnia 1948, poprzez połączenie Polskiej Partii Robotniczej i Polskiej Partii Socjalistycznej, po przeprowadzeniu czystek w ich szeregach. Określana również jako realno-socjalistyczna, sprawująca rządy w PRL w latach 1948–1989. Istniała do 29 stycznia 1990.
Realizowała ideologię marksizmu-leninizmu. Zgodnie z obowiązującą terminologią partyjną i deklarowanymi założeniami ideowymi, PZPR stanowiła awangardę rządzącej klasy robotniczej.
Działalność PZPR opierała się na wariancie hegemonicznym modelu monopartyjnego obowiązującego w bloku wschodnim, zaś w ramach międzynarodowego ruchu komunistycznego i państw demokracji ludowej, podporządkowana była WKP(b)/KPZR (najbardziej do 1956).
PZPR była partią masową, kierującą centralnie zarządzaną gospodarką, sprawującą władzę państwową w sposób totalitarny, dążącą do totalnego kontrolowania wszystkich sfer życia społecznego.

## Historia PZPR

### Zjednoczenie PPR i PPS
Polska Zjednoczona Partia Robotnicza powstała na zjeździe zjednoczeniowym Polskiej Partii Robotniczej i Polskiej Partii Socjalistycznej w dniach 15–21 grudnia 1948. W tych dniach odbył się tzw. Kongres Zjednoczeniowy PPR i PPS, w Auli w Gmachu Głównym Politechniki Warszawskiej. Scalenie obu partii było możliwe dzięki usunięciu z PPS działaczy sprzeciwiających się zjednoczeniu (a właściwie wchłonięciu przez komunistów), a także tych członków PPR, których oskarżono o „odchylenie prawicowo-nacjonalistyczne”. Ocenia się, że ponad 25% socjalistów zostało odsuniętych na „tor boczny” lub usuniętych z życia politycznego. Proces połączenia obu partii zakończył się w kwietniu 1949 roku. 16 stycznia 1949 r. akces do PZPR zgłosiła też żydowska partia socjalistyczna Bund. PZPR uważała się za spadkobierczynię tradycji Socjaldemokracji Królestwa Polskiego i Litwy i Komunistycznej Partii Polski. Początkowo partia miała nosić nazwę "Zjednoczona Partia Klasy Robotniczej", co znalazło odzwierciedlenie w doniesieniach prasowych w grudniu 1948 roku (m.in. w katowickim tygodniku "Ogniwa" czy w piśmie związku zawodowego górników "Górnik").

### Liczebność partii
W momencie powstania do PZPR należało 1 mln 537 tys. członków (1 mln 6 tys. z PPR i 531 tys. z PPS). W 1954 partia liczyła 1 mln 276 tys. członków. 482 tys. członków usunięto z niej w latach 1949–1954. W następnych latach przynależność podlegała wahaniom – w 1959 (po weryfikacji i usunięciu 200 tys. członków), wynosiła 1 mln 18 tys., w 1965 – 1 mln 775 tys., w 1970 – 2 mln 320 tys., a w 1980 (w apogeum swojego rozwoju) osiągnęła 3 mln 092 tys. osób (według innych źródeł 3 mln 150 tys. osób). Po zalegalizowaniu pierwszego niezależnego od władz związku zawodowego NSZZ „Solidarność” oraz wprowadzeniu stanu wojennego w 1981, z PZPR wystąpiło 850 tys. członków (w tym ok. 33% wchodzących w jej skład robotników).

### Zjazdy PZPR
- I Zjazd założycielski PZPR, w dniach 15–22 grudnia 1948
- II Zjazd PZPR, w dniach 10–17 marca 1954
- III Zjazd PZPR, w dniach 10–19 marca 1959
- IV Zjazd PZPR, w dniach 15–20 czerwca 1964
- V Zjazd PZPR, w dniach 11–16 listopada 1968
- VI Zjazd PZPR, w dniach 6–11 grudnia 1971
- VII Zjazd PZPR, w dniach 8–12 grudnia 1975
- VIII Zjazd PZPR, w dniach 11–15 lutego 1980
- IX Nadzwyczajny Zjazd PZPR, w dniach 14–20 lipca 1981
- X Zjazd PZPR, w dniach 29 czerwca – 3 lipca 1986
- XI Zjazd PZPR, w dniach 27–29 stycznia 1990 (ostatni, zakończony samorozwiązaniem)

### Orientacje i frakcje w PZPR
Podczas istnienia PZPR istniało w niej kilka orientacji. W latach 40. zauważalne były różnice między „krajowcami” (działaczami w czasie okupacji przebywającymi w Polsce, np. Władysław Gomułka) a „emigrantami” (działaczami przybyłymi z ZSRR np. Jakub Berman). Po śmierci Stalina pojawił się podział na puławian i natolińczyków. W latach sześćdziesiątych powstały orientacje zwane „partyzantami” i „grupą śląską”. W 1965 wpływowy w okresie stalinowskim działacz partyjny Kazimierz Mijal założył nielegalną maoistowską Komunistyczną Partię Polski, jej działalność miała nikły oddźwięk w PZPR. W epoce Gierka pojawiło się z jednej strony Konwersatorium „Doświadczenie i Przyszłość”, postulujące demokratyzację ustroju socjalistycznego, z drugiej grupa „lewicy patriotycznej”, która sformułowała w 1976 r. tzw. „List 2000”. W latach 80. nastąpił podział na działaczy dążących do porozumienia z opozycją (struktury poziome) oraz sprzeciwiających się temu („beton partyjny”, np. Katowickie Forum Partyjne, Klub Partyjnej Inteligencji Twórczej „Warszawa 80”), w oparciu o część działaczy PZPR powstało też Zjednoczenie Patriotyczne „Grunwald”.

## Program polityczny i cele PZPR
Do 1989 roku PZPR miała charakter partii państwowej (poprawka do konstytucji z 1976 roku mówiła o partii jako „przewodniej sile narodu”) oraz kontrolowała gospodarkę nakazowo-rozdzielczą. Głównym celem było stworzenie społeczeństwa komunistycznego oraz współuczestniczenie w budowie komunizmu na całym świecie – podstawowym oparciem ideologicznym PZPR była doktryna komunistyczna, po 1956 stopniowo nasycana elementami narodowymi.
W sferze gospodarczej realizowano likwidację własności prywatnej poprzez kolektywizację sektora rolniczego (niezrealizowaną w zamierzonym zakresie), przejęcie wszystkich przedsiębiorstw prywatnych przez administrację państwową, rozbudowę struktur biurokratycznych w instytucjach państwowych i społecznych (co wiązało się z likwidacją organizacji niezależnych). W gospodarce priorytetem stała się rozbudowa przemysłu ciężkiego (zwłaszcza przemysłu zbrojeniowego), co odbywało się kosztem indywidualnej konsumpcji i skutkowało okresowymi niedoborami artykułów codziennego użytku.
Nacisk położono na indoktrynację ideologiczną społeczeństwa (zwłaszcza młodzieży), forsowanie tzw. socrealizmu w życiu kulturalnym i stałe próby podporządkowania Kościoła (oraz innych związków wyznaniowych lub organizacji religijnych). Cele gospodarcze wdrażane przez PZPR, wobec powiększających się problemów biurokratycznych tamtejszej gospodarki, ulegały okresowej liberalizacji. Na skutek cyklicznych protestów społecznych i wystąpień robotniczych, dochodziło do pewnych ustępstw politycznych ze strony władz PZPR, m.in. ograniczonej demokratyzacji w systemie sprawowania władzy, zmian w polityce gospodarczej państwa, czy przesunięć w polityce inwestycyjnej.
Wraz z upływem czasu partia dostosowywała swoje podejście do zmieniających się warunków politycznych i społecznych, podejmując różne zmiany dialektyczne - z czasem odrzucając ideologię komunistyczną, bądź tworząc jej kolejne rewizje.

## Status
PZPR oficjalnie posiadała status partii, pod wieloma względami nie stanowiła ona jednak partii politycznej sensu stricto (nie posiadała także, ze względu na lukę prawną dotyczącą partii politycznych, osobowości prawnej). Według jednej z tez Polska Zjednoczona Partia Robotnicza to „struktura administracyjna, która zarządzała państwem – od szczytów władzy, po najdrobniejszy zakład pracy i gminę”, co odpowiadało rzeczywistości.

## Organizacja
Partia była zorganizowana na zasadzie centralizmu demokratycznego, który w teorii zakładał demokratyczne wyłanianie władz oraz podejmowanie decyzji i kierowanie jej działalnością. W istocie ten sposób sprawowania władzy w partii stanowił pewną odmianę systemu wodzowskiego. W rzeczywistości najważniejszą rolę w PZPR (władzy wykonawczej), pełniły Komitet Centralny, jego Biuro Polityczne (ścisłe kierownictwo PZPR o stałej liczbie ok. 15 członków), Sekretariat KC i Sekretariat BP (kierowane przez I sekretarza KC PZPR (do 1954 Sekretarza Generalnego PZPR), przy czym te organy same były poddane ścisłej kontroli władz Związku Radzieckiego) oraz tzw. egzekutywy komitetów partyjnych. To właśnie te władze decydowały o polityce oraz składzie personalnym głównych organów, choć według statutu zadanie to spoczywało na członkach zjazdu, który odbywał się co cztery lub pięć lat. W przerwie pomiędzy nimi odbywały się co dwa lub trzy lata, konferencje partyjne komitetów wojewódzkich, powiatowych, gminnych i zakładowych. Najmniejszą jednostką organizacyjną PZPR była podstawowa organizacja partyjna (POP).

## Rozwiązanie PZPR
13 października 1989 KPN zainicjowała w Katowicach akcję okupowania lokali PZPR i jej „przybudówek”. Akcja objęła cały kraj i trwała kilkanaście tygodni. Okupowano łącznie około 120 komitetów PZPR na różnym szczeblu, a także lokale ZSMP oraz PRON. Do akcji przyłączyły się także inne radykalne grupy młodzieży (m.in. FMW, NZS, Ruch WiP). Na żądanie ministrów rządu Tadeusza Mazowieckiego (Aleksander Hall, Jacek Kuroń) przeciwko radykalnej młodzieży interweniowały siły milicyjne. Ataki na komitety miały miejsce m.in. w Katowicach, Warszawie, Lublinie, Bydgoszczy, Krakowie, Wodzisławiu Śląskim, Białymstoku, Gdańsku, Łodzi, Poznaniu, Przemyślu, Rzeszowie i Wrocławiu. Celem tej akcji było wypieranie komunistów z przestrzeni publicznej, przekazanie budynków partyjnych na cele społeczne, zapewnienie równego traktowania wszystkich organizacji politycznych (także tych, które nie wzięły udziału w rozmowach Okrągłego Stołu) i które pozbawione były majątku, a także zapobieżenie niszczeniu partyjnych dokumentów.

### Niszczenie dokumentów PZPR
Stenogramy posiedzeń PZPR zostały jednak zniszczone już w 1989 na zlecenie Wojciecha Jaruzelskiego i Czesława Kiszczaka. Na początku lat 90. toczyło się w tej sprawie postępowanie w Komisji Odpowiedzialności Konstytucyjnej, później, ze względów formalnych, umorzone.

### Wyprowadzenie Sztandaru Polskiej Zjednoczonej Partii Robotniczej
Ostatni XI Zjazd PZPR, noc z 28 na 29 stycznia 1990 Sala Kongresowa Pałacu Kultury i Nauki w Warszawie. Fragment przemówienia Mieczysława Rakowskiego:

(..) Przyjęliśmy uchwałę o zakończeniu Partii, która, moim zdaniem, niezależnie od tego wszystkiego co było powiedziane o niej, co ja wczoraj powiedziałem, odegrała wielką historyczną rolę, czy się to komuś podoba czy nie w życiu narodu polskiego, co więcej wrosła w jego świadomość. I dziś kończąc, żegnając się z nią, wcale nie uważam, że kładziemy ją do trumny, tylko zamykamy pewien rozdział w historii, pogmatwanego wprawdzie, ale także bogatego w twórcze osiągnięcia polskiego rewolucyjnego ruchu robotniczego. Wiele złego powiedziano o tej Partii, ale ja sądzę, że godność i uczciwość ludzka powinna nas chronić od wydawania o niej sądów tylko negatywnych albo też wydawania sądów potępieńczych. Poczekajmy jeszcze, co powie historia o tej Partii. Jest tu wielu historyków na sali i dobrze wiedzą jak zawiłe są losy rewolucji, jak każda z nich obfituje w dramaty. I sądzę że, być może że gdzieś 30, 40 lat po rewolucji francuskiej, grono jakobinów, też dochodziło do wniosku że nie udało się to, co zamierzali. No a dzisiaj chyba nikt nie wydaje jednoznacznych potępieńczych sądów o jakobinach. Ja apeluję po prostu, o to by, nie znęcać się nad PZPR, bo jest to znęcanie się także często nad swoim życiem. Ja chciałbym, mówiłem raczej na różnych spotkaniach, że powstała taka przedziwna sytuacja, że sami siebie nie lubimy. Nie lubimy tej Partii, już tej byłej Partii. Otóż chciałoby się chodzić jednak z podniesioną głową. Ogłaszam zakończenie obrad XI Zjazdu Polskiej Zjednoczonej Partii Robotniczej. Proszę o powstanie Towarzyszy, Towarzyszek i Towarzyszy. Sztandar Polskiej Zjednoczonej Partii Robotniczej – wyprowadzić (...)

### Nowe partie i kontrowersje wokół majątku
Ostatecznie doszło do samorozwiązania PZPR, a część działaczy podjęła decyzję o założeniu dwóch nowych partii socjaldemokratycznych. Na ten cel otrzymała od Komunistycznej Partii Związku Radzieckiego kwotę ponad 1 mln dolarów w ramach tzw. pożyczki moskiewskiej.
Byli działacze PZPR założyli Socjaldemokrację Rzeczypospolitej Polskiej, której głównymi przywódcami byli Aleksander Kwaśniewski, Leszek Miller i Mieczysław Rakowski. SdRP miała m.in. przejąć wszystkie prawa i obowiązki PZPR oraz pomóc w rozdysponowaniu majątku byłej PZPR, która pod koniec lat 80. posiadała znaczne przychody, głównie z nieruchomości, którymi zarządzała, oraz z przedsiębiorstwa RSW „Prasa-Książka-Ruch”, które z kolei posiadało specjalne ulgi podatkowe. W tym okresie przychody ze składek członkowskich stanowiły tylko 30% przychodów PZPR.
Po rozwiązaniu PZPR i założeniu SdRP pozostała część działaczy utworzyła Unię Socjaldemokratyczną Rzeczypospolitej Polskiej (USdRP), która przemianowała się na Polską Unię Socjaldemokratyczną, a także Ruch 8 Lipca. Najbardziej radykalni działacze o zdeklarowanej ideologii komunistycznej utworzyli partię Związek Komunistów Polskich „Proletariat”. Politycy PUS współtworzyli w 1992 wraz z byłymi działaczami opozycji demokratycznej Unię Pracy, działacze SdRP w 1999 powołali nową partię Sojusz Lewicy Demokratycznej, a działacze ZKP „Proletariat” po delegalizacji partii w 2002 utworzyli Komunistyczną Partię Polski, która istnieje do dziś.
Pod koniec 1990 roku w Sejmie trwała intensywna debata nad sposobem przejęcia przez państwo majątku byłej PZPR, na który składało się ponad 3000 budynków i lokali, z czego prawie połowa była użytkowana bez żadnej podstawy prawnej. Zwolennicy przejęcia majątku PZPR argumentowali, że został on zbudowany w oparciu o grabież oraz dotacje Skarbu Państwa, wypracowanego przez całe społeczeństwo. Przeciwnicy z SdRP byli zdania, że majątek powstał ze składek członkowskich i żądali sukcesji majątku byłej PZPR na rzecz SdRP, która w tym czasie administrowała majątkiem. Kontroli komisji sejmowej nie podlegał majątek ruchomy oraz konta byłej PZPR.
9 listopada 1990 Sejm uchwalił Ustawę o przejęciu majątku byłej PZPR, która ostatecznie miała doprowadzić do przejęcia nieruchomości byłej PZPR przez Skarb Państwa. Pierwszym likwidatorem mienia byłej PZPR został Józef Palinka. Część nieruchomości została przejęta do 1992, głównie na rzecz samorządów terytorialnych, o część toczyły się spory sądowe jeszcze do 2000 roku. Ruchomości i finanse byłej PZPR praktycznie zniknęły. Większość z nich przeniesiona została wcześniej w ramach procesu nazywanego „uwłaszczeniem nomenklatury” do przedsiębiorstw prywatnych nazywanych „spółkami nomenklaturowymi”. Jedną z najbardziej znanych z nich była Transakcja spółka z o.o. Według deklaracji posłów SdRP 90–95% majątku partii zostało przeznaczone na wypłatę odpraw dla etatowych pracowników lub przekazano na cele społeczne.